# Кастильо Балькасар, Хуан
Хуан Кастильо (исп. Juan Mauricio Castillo Balcázar род. 29 октября 1970, Ла-Серена) — чилийский футболист, выступавший на позиции нападающего. Известен своими выступлениями за клубы «Депортес Ла-Серена» и «Коло-Коло», а также за сборную Чили.

## Биография
Хуан Кастильо родился 29 октября 1970 года в Ла-Серена, Чили. Свою футбольную карьеру он начал в клубе «Депортес Ла-Серена», где дебютировал в 1988 году. В 1990 году он был отдан в аренду в клуб «Сан-Луис Кильота», где провёл один сезон. В 1992 году Кастильо перешёл в «Унион Эспаньола», а затем в 1993 году присоединился к «Коло-Коло», одному из самых успешных клубов Чили. В составе «Коло-Коло» он выиграл чемпионат Чили в 1993 году.
После ухода из «Коло-Коло» Кастильо вернулся в «Депортес Ла-Серена», где провёл ещё несколько сезонов. В 1996 году он перешёл в «Депортес Темуко», а затем играл за «Депортес Икике» и «Кокимбо Унидо», где завершил карьеру в 2001 году.

### Международная карьера
Хуан Кастильо дебютировал за сборную Чили 31 марта 1993 года. Всего он провёл 6 матчей за национальную команду и забил 1 гол. Он участвовал в Кубке Америки 1993 и 1997 годов, а также в отборочных матчах к чемпионату мира 1998 года.